# Dimitrios Petrokokkinos
Dimitrios Petrokokkinos (griechisch Δημήτριος Πετροκόκκινος, * 17. April 1878 in Ilford, Greater London, England, Vereinigtes Königreich; † 10. Februar 1942 in Kapstadt, Südafrika) war ein griechischer Tennisspieler und nahm an den ersten Olympischen Sommerspielen 1896 in Athen teil.

## Karriere
Petrokokkinos schied in der ersten Runde des Tennis-Einzelbewerbes gegen den Griechen Evangelos Rallis aus. Der ebenfalls im Einzel spielende Bronzemedaillen-Gewinner Konstantinos Paspatis war Petrokokkinos Cousin. In der Doppelkonkurrenz dagegen kam er mit seinem Doppelpartner Dionysios Kasdaglis bis ins Finale. Dort unterlagen sie der Paarung aus dem Iren John Pius Boland und dem Deutschen Friedrich Adolf Traun und bekamen für den zweiten Platz die Bronzemedaille, die das Internationale Olympische Komitee inzwischen als Silbermedaille wertet, verliehen.
Als Mitglied der wohlhabenden Paspatis-Familie, die aus Chios stammt, lebte Petrokokkinos in England. Er war Leiter der Empedocles Bank, welche seinem Schwager Giorgios Empedocles gehörte.
Sein Todestag ist nicht eindeutig überliefert. Auch der 10. Februar oder der 11. Mai sind aus verschiedenen Quellen überliefert.